# Ortonormalidade
Em  algebra linear, dois vetores em um Espaço vetorial de Produto interno  são ortonormais se forem  vetores Ortogonais e unitários. Um conjunto de vetores formam um conjunto ortonormal se todos os vetores no conjunto são mutuamente ortogonais e todos de comprimento unitário. Um conjunto ortonormal na qual forma uma base, se chamará base ortonormal.

## Visão Geral
A construção da ortogonalidade de vetores é motivada pelo desejo de estender a noção intuitiva de perpendicularidade a espaços de maior dimensão. No plano cartesiano, diz-se que dois vetores são perpendiculares se o ângulo entre eles for 90 ° (isto é, se formam um ângulo reto). Esta definição pode ser formalizada no espaço cartesiano definindo o produto interno e especificando que dois vetores no plano são ortogonais se seu produto interno é zero.
Da mesma forma, a construção da norma de um vetor é motivada pelo desejo de estender a noção intuitiva de comprimento de um vetor para espaços de dimensão superior. No espaço cartesiano, a norma de um vetor é a raiz quadrada do vetor, multiplicado por si próprio. Isto é:   {\displaystyle \|\mathbf {x} \|={\sqrt {\mathbf {x} \cdot \mathbf {x} }}}
Muitos resultados importantes em álgebra linear lidam com coleções de dois ou mais vetores ortogonais. Mas muitas vezes, é mais fácil lidar com vetores Unitários. Ou seja, muitas vezes simplifica as coisas para considerar apenas vetores cuja norma é igual a 1. A noção de restringir pares ortogonais de vetores somente aos de comprimento unitário é importante o suficiente para receber um nome especial. Dois vetores que são ortogonais e de comprimento 1, são considerados ortonormais.

### Exemplo
O que significa um par de vetores ortonormais no espaço Euclidiano em duas dimensões?
Temos u = (x1, y1) e v = (x2, y2). Considere as restrições em x1, x2, y1, y2 para fazer com que u e v sejam pares ortonormais.
- Restrição de ortogonalidade:  u • v = 0. (Produto Interno)
- Restrição de comprimento de u:  ||u|| = 1. (Norma de u)
- Restrição de comprimento de v:  ||v|| = 1. (Norma de v)

Expandindo esses termos, temos as seguintes equações:
1. {\displaystyle x_{1}x_{2}+y_{1}y_{2}=0\quad }
2. {\displaystyle {\sqrt {{x_{1}}^{2}+{y_{1}}^{2}}}=1}
3. {\displaystyle {\sqrt {{x_{2}}^{2}+{y_{2}}^{2}}}=1}

Convertendo de Cartesiano para Coordenadas polares, e considerando a equação (2) e a equação (3) imediatamente temos o resultado r1 = r2 = 1. Em outras palavras, exigir que os vetores sejam unitários, restringe os vetores a se encontrarem em um círculo unitário.
Após a substituição,a equação (1) torna-se {\displaystyle \cos \theta _{1}\cos \theta _{2}+\sin \theta _{1}\sin \theta _{2}=0}
Reorganizando teremos: {\displaystyle \tan \theta _{1}=-\cot \theta _{2}}. Usando identidade trigonométrica para converter a cotangente teremos:
{\displaystyle \tan(\theta _{1})=\tan \left(\theta _{2}+{\tfrac {\pi }{2}}\right)}
{\displaystyle \Rightarrow \theta _{1}=\theta _{2}+{\tfrac {\pi }{2}}}
Está claro que no Plano, vetores ortonormais são simplesmente raios do círculo unitário cuja diferença de ângulos é igual a 90 °.

## Definição
Seja {\displaystyle {\mathcal {V}}} um espaço de produto interno. Um conjunto de vetores
{\displaystyle \left\{u_{1},u_{2},\ldots ,u_{n},\ldots \right\}\in {\mathcal {V}}}
é chamado ortonormal se e somente se
{\displaystyle \forall i,j:\langle u_{i},u_{j}\rangle =\delta _{ij}}
onde {\displaystyle \delta _{ij}\,} é o Delta de Kronecker e {\displaystyle \langle \cdot ,\cdot \rangle } é o produto interno definido sobre {\displaystyle {\mathcal {V}}}.

## Significância
Conjuntos ortonormais não são especialmente significativos por conta própria. No entanto, eles exibem certas características que os tornam fundamentais na exploração da noção de Matriz diagonalizável de certos operadores em espaços vetoriais.

### Propriedades
Conjuntos ortonormais possuem certas propriedades interessantes, na qual os tornam fáceis de se trabalhar
- Teorema.  se {e1, e2,...,en} é uma sequência de vetores ortonormais, então

{\displaystyle ||a_{1}e_{1}+a_{2}e_{2}+\cdots +a_{n}e_{n}||^{2}=|a_{1}|^{2}+|a_{2}|^{2}+\cdots +|a_{n}|^{2}}
- Teorema. Toda sequência de vetores ortonormais são linearmente Independentes.

### Existência
- Teorema de Gram-Schmidt[3]  Se {v1, v2,...,vn} é uma sequência de vetores linearmente independente em um espaço de produto interno {\displaystyle {\mathcal {V}}} , Então existe uma sequência ortonormal {e1, e2,...,en}  de vetores em {\displaystyle {\mathcal {V}}} Tal que span (e1, e2, ..., en) = span (v1, v2, ..., vn).

A prova do teorema de Gram-Schmidt é construtiva, e discutida em detalhes em outro lugar. O teorema de Gram-Schmidt, juntamente com o axioma de escolha, garante que todo espaço vetorial admite uma base ortonormal. Este é possivelmente o uso mais significativo da ortonormalidade, já que este fato permite que os operadores nos espaços do produto interno sejam discutidos em termos de sua ação nos vetores de base ortonormal do espaço. O que resulta é uma relação profunda entre a diagonalizabilidade de um operador e como ele age sobre os vetores de base ortonormal. Esta relação é caracterizada pelo Teorema Espectral.

## Exemplos

### Base Padrão
A base padrão para o espaço de coordenadas Fn é
| {e1, e2,...,en} onde | e1 = (1, 0, ..., 0)     |
|                      | e2 = (0, 1, ..., 0)     |
|                      | {\displaystyle \vdots } |
|                      | en = (0, 0, ..., 1)     |
Quaisquer dois vetores  ei, ej onde i≠j são ortogonais, e todos os vetores são claramente de comprimento 1.  Então {e1, e2,...,en} forma uma base ortonormal.

### Função do valor real
Quando nos referimos a Função do valor real normalmente o produto interno L²  é assumido, salvo que seja indicado o contrário. Duas funções  {\displaystyle \phi (x)} e {\displaystyle \psi (x)} são ortonormais ao longo do intervalo {\displaystyle [a,b]} se
{\displaystyle (1)\quad \langle \phi (x),\psi (x)\rangle =\int _{a}^{b}\phi (x)\psi (x)dx=0,\quad {\rm {e}}}
{\displaystyle (2)\quad ||\phi (x)||_{2}=||\psi (x)||_{2}=\left[\int _{a}^{b}|\phi (x)|^{2}dx\right]^{\frac {1}{2}}=\left[\int _{a}^{b}|\psi (x)|^{2}dx\right]^{\frac {1}{2}}=1.}

### Séries Fourier
A Série de Fourier é um método de expressar um função periódica em termos de funções de base sinusoidais. Tomando C[−π,π] para ser o espaço de todas as funções de valor real contínuo no intervalo [−π,π] e tendo o produto interno sendo
{\displaystyle \langle f,g\rangle =\int _{-\pi }^{\pi }f(x)g(x)dx}
Pode ser escrito como:
{\displaystyle \left\{{\frac {1}{\sqrt {2\pi }}},{\frac {\sin(x)}{\sqrt {\pi }}},{\frac {\sin(2x)}{\sqrt {\pi }}},\ldots ,{\frac {\sin(nx)}{\sqrt {\pi }}},{\frac {\cos(x)}{\sqrt {\pi }}},{\frac {\cos(2x)}{\sqrt {\pi }}},\ldots ,{\frac {\cos(nx)}{\sqrt {\pi }}}\right\},\quad n\in \mathbb {N} }
formas de um conjunto ortonormal.
Entretanto , esta é uma pequena consequência, porque C[−π,π] pertence a infinitas dimensões, e um conjutno de finitos vetores não pode abrange-lo. Mas, removendo a restrição de que n seja finito torna o conjunto denso em C [-π, π] e portanto uma base ortonormal de C [-π, π].